# 마법사 (판타지)

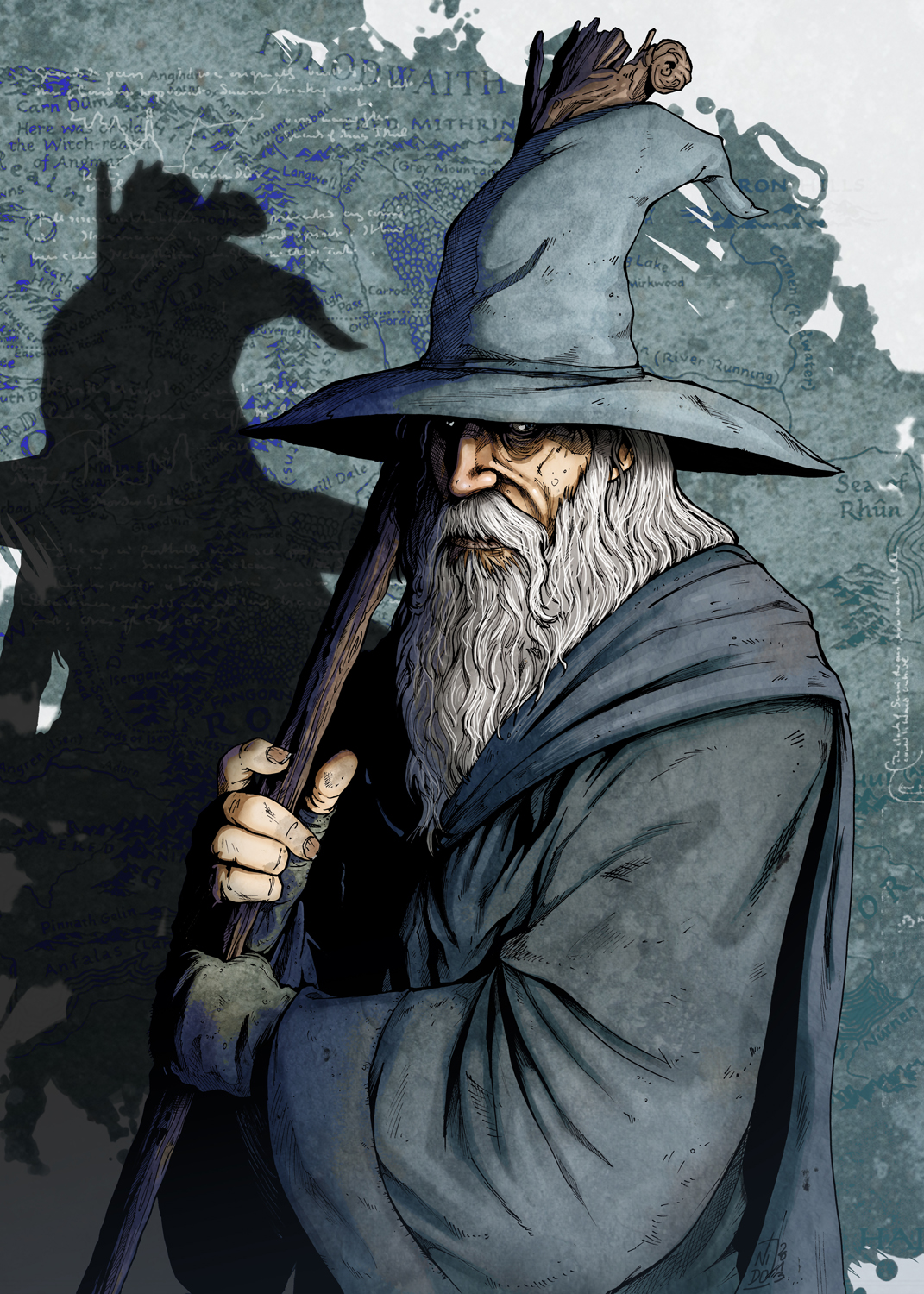
간달프

판타지 장르에서의 마법사(魔法師), 요술사(妖術師), 주술사(呪術師)는 마법을 하는 가공의 캐릭터다. 영어로는 매지션(magician), 아크메이지(archmage), 메이지(mage), 스펠캐스터(spellcaster), 매직유저(magic-user), 인챈터/인챈트리스(enchanter/enchantress), 소서러/소서리스(sorcerer/sorceress), 워록(warlock), 위치(witch), 위저드(wizard) 등 다양한 표현이 있다. 마술사는 신화, 전설, 소설, 민속에서 풍부한 역사가 있으며 판타지 작품에서 흔히 볼 수 있다.
마법을 쓰는 사람들은 판타지 작품에서 여러 가지 이름으로 불리며, 용어는 판타지 세계마다 크게 다르다. 상기한 영어 명칭들은 각각 맥락과 해당 스토리에 따라 다른 의미를 갖는다. 아크메이지는 주로 판타지 작품에서 강력한 마법사 또는 마법사들의 지도자를 나타내는 데 사용된다.